# 224 (số)
224 (hai trăm hai mươi tư) là một số tự nhiên ngay sau 223 và ngay trước 225.